# Aphis idaei
Aphis idaei är en insektsart som beskrevs av Van der Goot 1912. Aphis idaei ingår i släktet Aphis och familjen långrörsbladlöss. Arten är reproducerande i Sverige. Inga underarter finns listade i Catalogue of Life.

## Bildgalleri

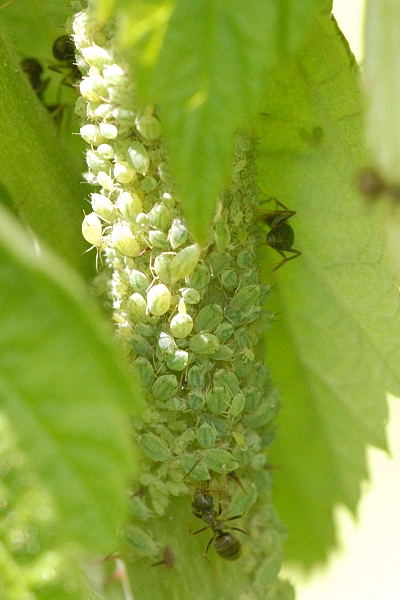